# Всесоюзный центральный совет профессиональных союзов
Всесою́зный центра́льный сове́т профессиона́льных сою́зов (аббр. ВЦСПС) — центральный орган профессиональных союзов СССР, осуществлявший руководство деятельностью всех профсоюзных организаций в Советском Союзе с 1918 по 1990 год. В 1933 году к ВЦСПС присоединены структуры Наркомтруда, после чего ВЦСПС фактически стал государственным министерством.
ВЦСПС в разные годы именовался по-разному:
- Временный Всероссийский центральный совет профессиональных союзов (20 июня (3 июля) 1917 — 7 (20) января 1918);
- Всероссийский центральный совет профессиональных союзов (ВЦСПС) (7 (20) января 1918 — 11 ноября 1924);
- Всесоюзный центральный совет профессиональных союзов (ВЦСПС) (11 ноября 1924 — 29 октября 1990).

## История

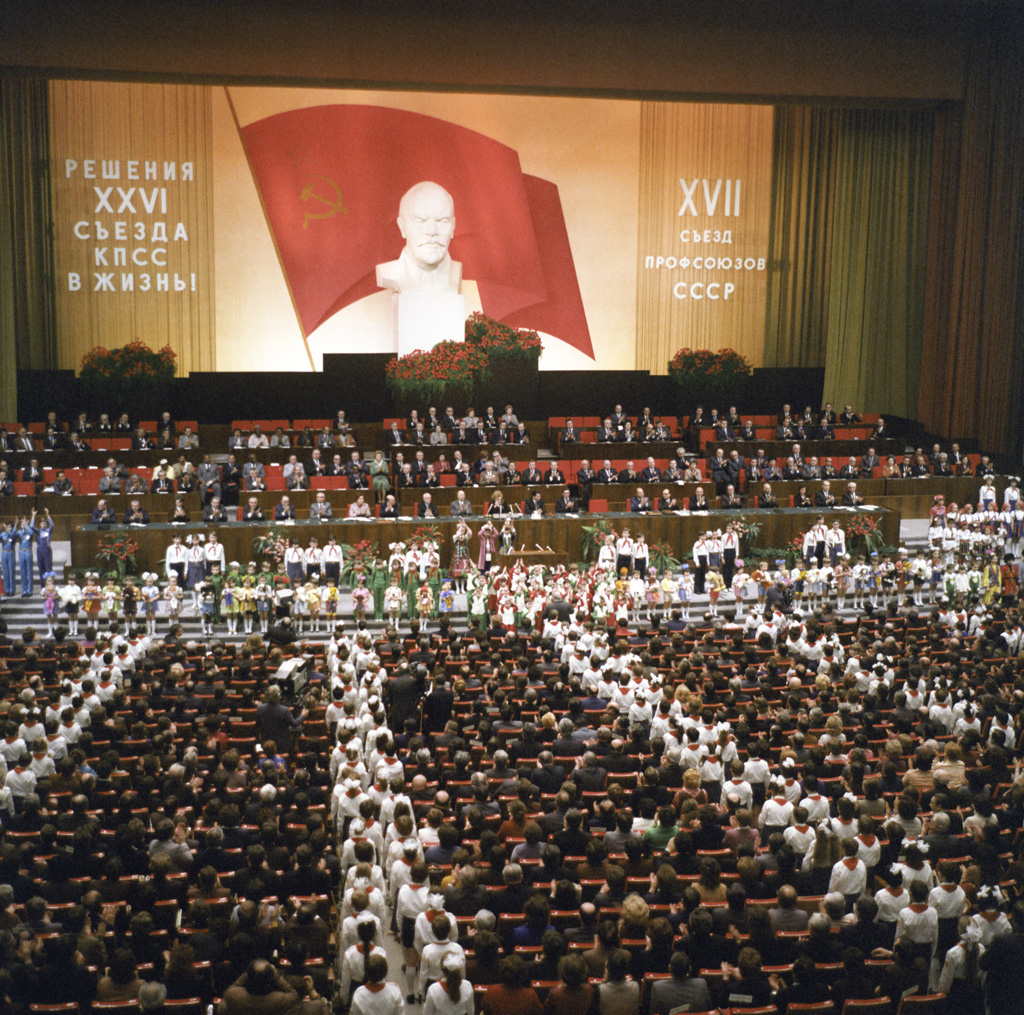
XVII съезд профсоюзов СССР в Московском Кремле 19 марта 1982 года.

### Консолидация профсоюзов
Первая конференция профсоюзов России состоялась 24 сентября — 7 октября 1905 года, вторая — 24—28 февраля 1906 года. 16—17 апреля 1917 года в Петрограде на совещании представителей Петроградского и Московского Центральных бюро профессиональных союзов и отдела труда Петроградского Совета рабочих и солдатских депутатов была образована Организационная комиссия по созыву Всероссийской конференции профсоюзов.
20—28 июня (3—11 июля) 1917 года Всероссийская конференция профсоюзов избрала Временный Всероссийский Центральный Совет Профессиональных Союзов, который сохранял свои полномочия до съезда. Из состава Временного Совета был избран Исполнительный комитет. Председателем ВЦСПС был избран меньшевик В. П. Гриневич, который подал в отставку после Октябрьской социалистической революции в знак протеста против вооружённого захвата власти большевиками.

### Формирование ВЦСПС
7—14 (20—27 января) 1918 года на I Всероссийском съезде профсоюзов был избран постоянный руководящий центр профдвижения — Всероссийский центральный Совет Профессиональных Союзов (ВЦСПС). После IV конференции (12—17 марта 1918 г.) был сформирован рабочий аппарат ВЦСПС. Исполнительный комитет был переименован в Президиум ВЦСПС, что было оформлено утверждённым V съездом (17—22 сентября 1922 г.) Уставом ВЦСПС.
В связи с образованием Союза Советских Социалистических республик, VI съезд профсоюзов (11—18 ноября 1924 г.) переименовал Совет из Всероссийского во Всесоюзный Центральный Совет Профессиональных Союзов — наименование, которое использовалось до упразднения ВЦСПС в 1990 году — а центральные комитеты Всероссийских профсоюзов в Центральные комитеты Всесоюзных профсоюзов.

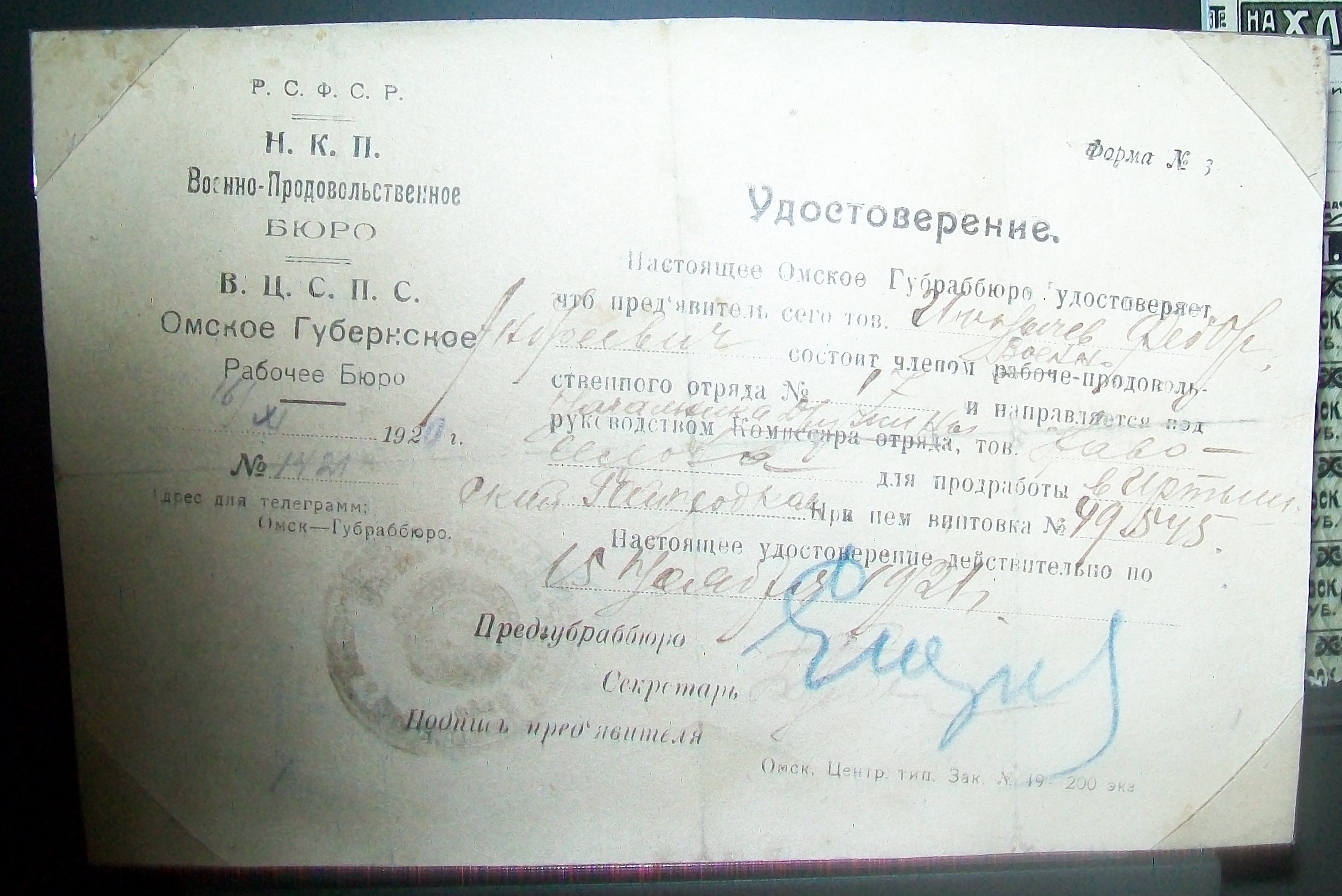
Удостоверение члена продотряда, выданное структурами ВЦСПС и Наркомпрода (ноябрь 1920 года)

Уже в 1918 году ВЦСПС оказался в фактическом подчинении у органов советской власти. Профсоюзные структуры стали помощниками советских органов в изъятии продовольствия. При Наркомате продовольствия (Наркомпроде) РСФСР работало Военно-продовольственное бюро ВЦСПС, которое совместно с ним руководило рабочими продовольственными отрядами. На местах при продовольственных комитетах существовали губернские и уездные рабочие бюро ВЦСПС, которые должны были объединять местные профсоюзные организации, формировать рабочие продотряды и руководить их деятельностью. Удостоверение член продотряда часто получал от имени одновременно двух органов — Наркомпрода и бюро ВЦСПС.
23 июня 1933 года Постановлением ЦИК, СНК СССР и ВЦСПС «Об объединении Народного комиссариата труда СССР с ВЦСПС» объединило Наркомтруда с ВЦСПС (в том числе объединялись их органы на местах). Таким образом ВЦСПС формально стал государственным органом власти, получившим функции надзора в социально-трудовой сфере.

### Расцвет профсоюзов
После окончания Великой Отечественной войны на профсоюзы была возложена организация отдыха и оздоровления трудящихся, для чего 10 марта 1960 года Постановлением Совета министров СССР № 335 в их ведение были переданы санатории и дома отдыха. По профсоюзным путёвкам лечение в санаториях бесплатно получали 20% граждан, отдых в пансионатах -- 10%, а прочие платили за услуги соответственно 20% или 30% стоимости. 
К этой деятельности присоединилась и организация туристическо-экскурсионного обслуживания:  постановление Президиума ВЦСПС № 411 от 30 мая 1969 года «О мерах по дальнейшему развитию туризма и экскурсий в стране» обязало советы министров союзных республик, центральные комитеты профсоюзов, комсомольские организации превратить туризм и экскурсии в массовую отрасль услуг для населения. Создаётся Центральный совет по туризму и экскурсиям ВЦСПС.
Следующий шаг по расширению деятельности профсоюзов в политике социальной защиты и здравоохранения заложило постановление Президиума ВЦСПС № 5-1 «О дальнейшем развитии и улучшении организации санаторно-курортного обслуживания, туризма и отдыха трудящихся» от 26 апреля 1988 года, которое предусматривало рост количества выделяемых бесплатно санаторных путевок для неработающих участников войны и воинов-интернационалистов на 10 тысяч ежегоднов в 1989—1991 годах, чтобы довести их количество до 120 тысяч в год,  расширение сети здравниц для семейного отдыха, инфраструктуры для семейного  автотуризма. Также было спланировано создать в крупных курортных регионах 28 централизованных диагностических центров, оснащенных современным оборудованием, обратив особое внимание на долечивание по профсоюзным путёвкам больных после инфаркта, операций на сердце и сосудах, а также по поводу язвы желудка, двенадцатиперстной кишки, резекции желчного пузыря.
В 1987 году в профсоюзных здравницах получили лечение и отдых более 14 миллионов граждан, а профсоюзными туристическими услугами воспользовались 41 миллион советских людей, что в общем составляет пятую часть населения СССР к тому времени.

### Разрушение единой системы профсоюзов
В период перестройки был ослаблен идеологический контроль КПСС, что позволило провести 23 марта 1990 года  Учредительный съезд республиканских профсоюзов РСФСР, который провозгласил отказ от идей марксизма-ленинизма и создание Федерации независимых профсоюзов России (ФНПР), которая объединила большинство российских отраслевых профсоюзов и территориальных профобъединений.
21-29 октября 1990 года упразднён решением XIX съезда профсоюзов ВЦСПС. Вместо него была создана Всеобщая конфедерация профсоюзов СССР (ВКП) генеральный секретарь Щербаков Владимир Павлович.
После распада СССР и запрета КПСС, организация была распущена, её имущество передано республиканским и местным профсоюзам. Правопреемником в России стала Федерация независимых профсоюзов России (ФНПР).

## Состав и структура
ВЦСПС состоял из членов и кандидатов в члены ВЦСПС и избирался в полном составе съездом профсоюзов СССР сроком на 4 года. Первичные отделения профсоюза «ВЦСПС» централизованно располагались в каждом учреждении и организации, фактически профсоюзные, партийные и комсомольские организации в своей деятельности дополняли друг друга.
Согласно Уставу профессиональных союзов СССР, пленумы ВЦСПС проводились не реже 1 раза в 6 месяцев. ВЦСПС избирал Президиум, осуществлявший руководство работой профсоюзов между пленумами, в состав которого входили председатель ВЦСПС, секретари ВЦСПС и члены Президиума. Для организационно-исполнительной текущей работы ВЦСПС избирал Секретариат. Представители ВЦСПС входили в состав Госкомтруда СССР.

## Функции ВЦСПС
- участвовал в разработке народно-хозяйственных планов;
- руководил социалистическим соревнованием и движением за коммунистический труд;
- заслушивал отчёты комитетов и советов профсоюзов, а также доклады министерств, ведомств и государственных комитетов по вопросам производства, труда и культурно-бытового обслуживания рабочих и служащих;
- был наделён правом законодательной инициативы, то есть мог вносить в законодательные органы проекты законов и указов;
- участвовал в подготовке и рассмотрении в Совете Министров проектов постановлений по вопросам заработной платы, социального страхования, охраны труда, культурного и бытового обслуживания трудящихся и контролировал соблюдение законов и постановлений по этим вопросам;
- издавал инструкции, правила и разъяснения по применению действующего законодательства о труде;
- осуществлял руководство делом государственного социального страхования и санаторно-курортного обслуживания трудящихся;
- руководил Всесоюзным обществом изобретателей и рационализаторов, научно-техническими обществами, добровольными спортивными обществами профсоюзов, развитием туризма;
- создавал профсоюзные школы и курсы;
- утверждал профсоюзный бюджет и бюджет государственного социального страхования;
- представлял советские профсоюзы в международном профсоюзном движении и от их имени входил в международные профсоюзные объединения.

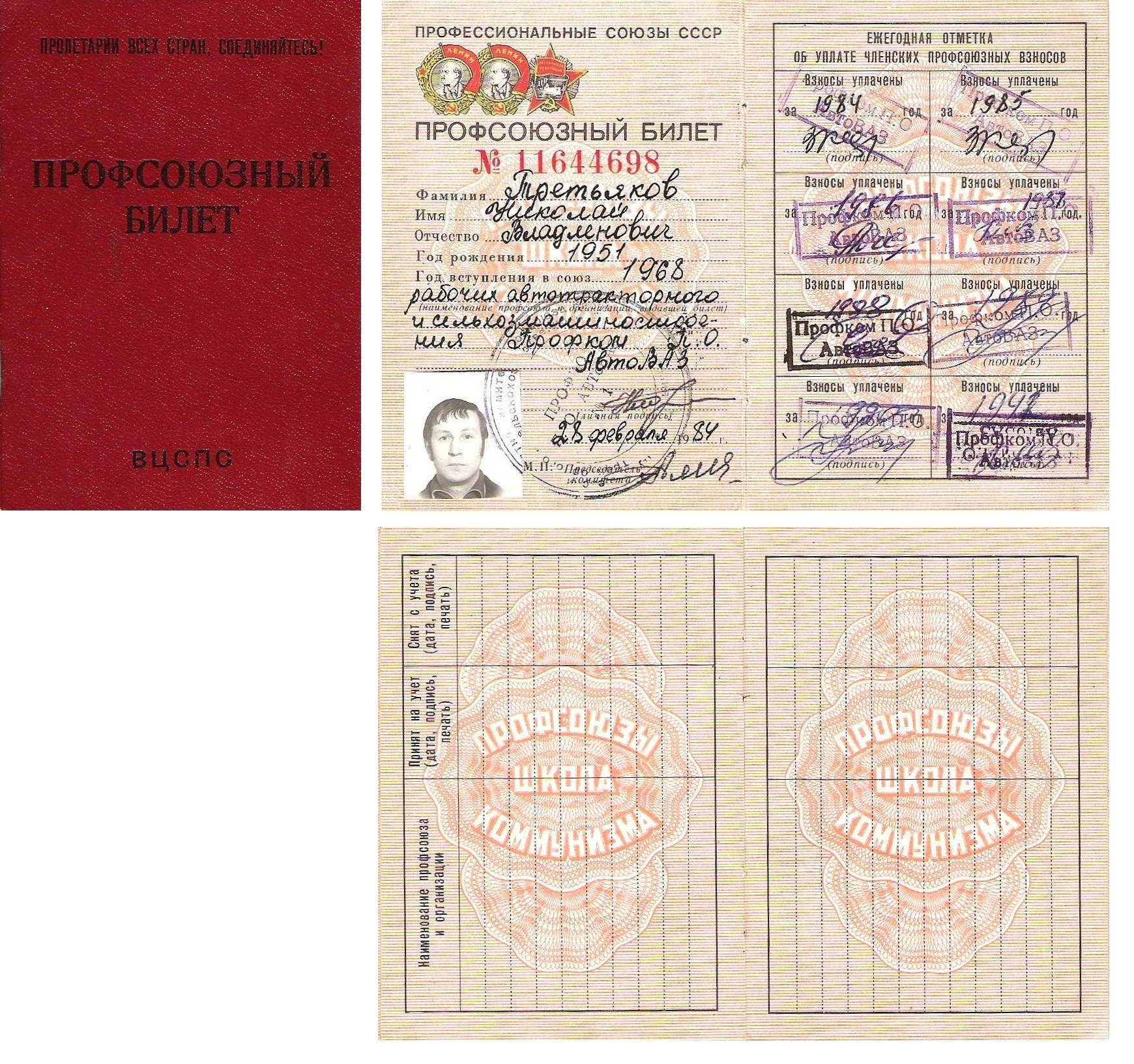
профсоюзный билет ВЦСПС 1984 г.
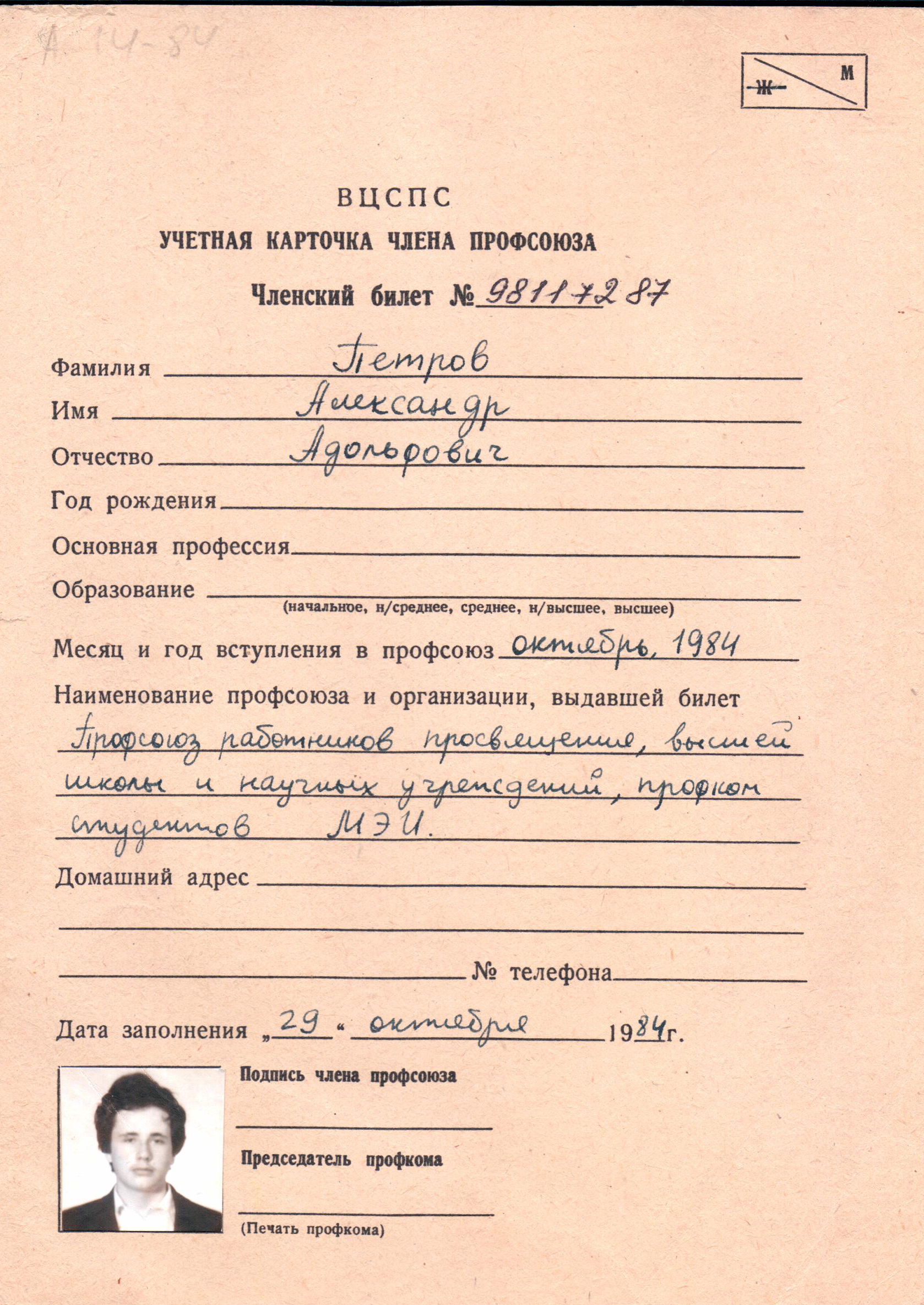
учётная карточка члена ВЦСПС 1984 г. (лицевая сторона)
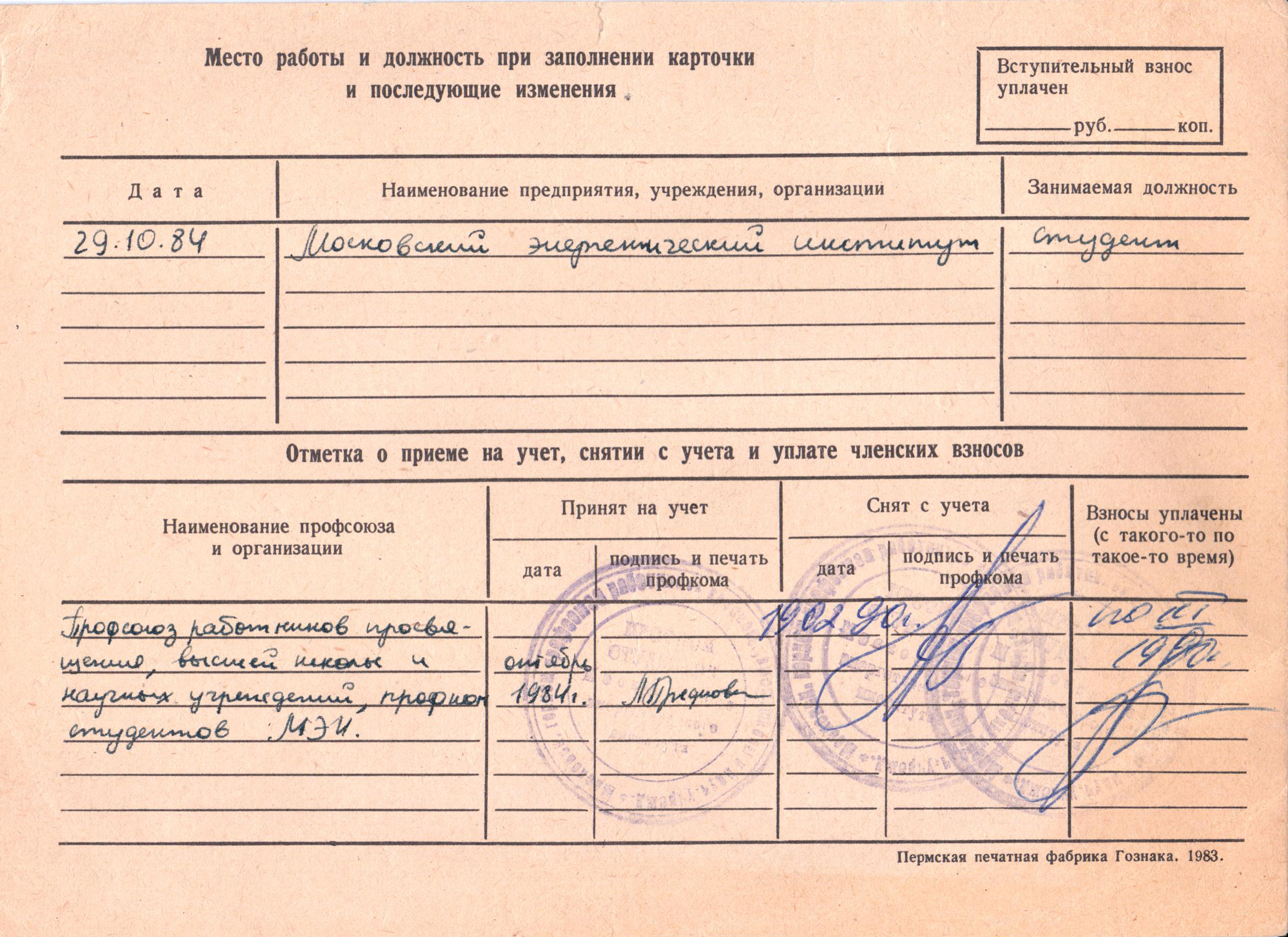
учётная карточка члена ВЦСПС 1984 г. (задняя сторона)
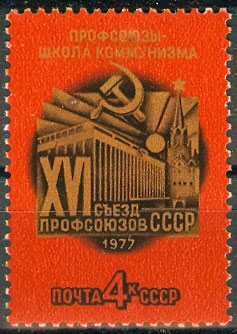
Почтовая марка СССР, 1977 год

## Председатели ВЦСПС
1918—1918 — Зиновьев, Григорий Евсеевич (январь — март)
1918—1921 — Томский, Михаил Павлович
1922—1929 — Томский, Михаил Павлович
1929—1930 — 1-й секретарь ВЦСПС (ранее и позднее эта должность — председатель ВЦСПС) — Догадов, Александр Иванович
1930—1944 — Шверник, Николай Михайлович
1944—1953 — Кузнецов, Василий Васильевич
1953—1956 — Шверник, Николай Михайлович
1956—1967 — Гришин, Виктор Васильевич
1967—1975 — Шелепин, Александр Николаевич
1976—1982 — Шибаев, Алексей Иванович
1982—1990 — Шалаев, Степан Алексеевич
17 апреля — 20 июля 1990 года — Янаев, Геннадий Иванович

### Заместители
- 1954—1959 годах — Соловьёв, Леонид Николаевич
- 1961—1968 годах — Гусейнов Камран
- 1977—1985 годах — Прохоров, Василий Ильич
- 1985—1986 годах — Бирюкова, Александра Павловна
- 1986—1989 годах — Ломоносов, Владимир Григорьевич
- 1989—1990 годах — Янаев, Геннадий Иванович
- 1990—1991 годах — Щербаков, Владимир Павлович

## Печатные органы ВЦСПС
- газета «Труд»,
- профсоюзные журналы («Советские профсоюзы» и др.)
- журнал «Туризм»
- издательство Профиздат

## Имущество ВЦСПС
В управлении  ВЦСПС находилось огромное имущество, которое (по состоянию на 1987 год) оценивалось более чем в 9 млрд советских рублей и включало:
- Более 1 тыс. здравниц;
- Более 900 туристических учреждений;
- 23 тыс. клубов и дворцов культуры;
- 19 тыс. библиотек;
- Около 100 тыс. пионерских лагерей;
- Свыше 25 тыс. спортивных учреждений.

Программа развития санаторно-курортного дела и туризма до 2005 года, заложенная постановлением Президиума ВЦСПС от 26 апреля 1988 года, предусматривала дополнительные ассигнования в размере 6 миллиардов 958 миллионов рублей, что позволило бы ввести в эксплуатацию  новые объекты отдыха и туризма на 305 тыс. мест и реконструкцию 80 тыс. мест в профсоюзных здравницах и 122 тыс. мест в туристических центрах. 